# 壬烷
壬烷是化学式为CH3(CH2)7CH3的烷烃。由壬烷衍生出的取代基称为“壬基”，相应的环烷烃则为环壬烷。壬烷总共有55个异构体，若不计对映异构，则为35个。